# Tellus
Tellus, Tellus mater ou Terra mater est une déesse de la mythologie romaine, équivalent à la Gaïa de la mythologie grecque.

## Origine
La force des préoccupations agricoles dans la religion primitive des Romains suffit à expliquer la place importante qui y est faite à la divinité de la Terre. Tellus est plus fréquent que Terra dans les inscriptions. Les spéculations théogoniques étant étrangères aux Romains, il ne faut pas s'attendre à trouver Tellus opposée à quelque principe cosmique comme chez la Gaïa des Grecs : on[réf. nécessaire] l'associe simplement à Jupiter, le Père par excellence, et elle-même va devenir la Mère. L'association[réf. nécessaire] de Cérès et de Tellus remonte très haut dans l'antiquité romaine. Cicéron attribue aux deux divinités des fonctions distinctes : à Cérès la croissance, à Tellus le sol. Peu à peu, Tellus perd de son crédit religieux[réf. nécessaire] et finit par être éliminée au profit de Cérès, sans cesser d'ailleurs complètement d'être honorée avec elle. Le Flamen Cerialis fait des sacrifices à toutes les deux et même il invoque Tellus sous douze noms différents qui exprimaient les phases diverses de son action agricole.
Ovide dans les Fastes, en décrivant les Feriae sementinae, associe Tellus avec Cérès, l'une fournissant à la semence le sol où elle lève, l'autre le principe qui la féconde. À la même époque, Tibulle ne nomme que Cérès et passe Tellus sous silence. Dans le culte, Tellus, qui a eu principalement son rôle dans l'union maritale[réf. nécessaire] et la procréation[réf. nécessaire] des enfants chez les Romains. Dans la cérémonie des Fordicidia, une vache pleine lui est immolée pour la prospérité des semailles en avril. La divinité de Tellus, qui, ayant fait sortir du sol toutes les générations, les reprend ensuite pour dissoudre leurs éléments et en tirer des existences nouvelles, se précise dans le vieux formulaire de la devotio[réf. nécessaire] : Tellus y représente le monde des morts en compagnie des Mânes.
Ce que nous savons de Tellus, dans la religion agricole des Romains, porte également tous les caractères de la piété purement latine. On invoquait Tellus en compagnie de Cérès, avant de procéder à la moisson, dans la cérémonie de la truie, nommée pour cette raison praecidanea, sacrifice qui, comme les Compitalia, les Fornacalia, les Parilia, faisait partie des popularia sacra et remontait à la plus haute antiquité. La cérémonie est en rapport, non seulement avec le travail agricole, mais avec le culte des Mânes, ce qui permet de conjecturer que Cérès y figure comme la divinité préposée aux moissons, tandis que Tellus y a le caractère chtonien de la déesse qui reçoit les semences dans son sein. Le sacrifice correspondant de la truie dite praesentanea, c'est-à-dire célébrée devant le mort avant la cérémonie funèbre, était tout d'abord offert à Tellus seule ; plus tard à Cérès conjointement avec elle, sous l'influence des idées grecques. Acca Larentia, qui présidait à la fête funèbre des Larentalia (en), où le flamine de Jupiter sacrifiait aux dieux Mânes, est, elle aussi, une de ces divinités féminines de signification hellénique et agricole comme Dea Dia, Ops, et même Vesta, qui se sont, dans certains cas, ou identifiées avec Tellus ou substituées à elle.
Dans La Cité de Dieu, saint Augustin distingue deux aspects de Tellus : Tellumo, divinité de la Terre féminine, « passive » et fécondée, et Tellurus, dieu du Sol, masculin, « actif » et producteur de semence. Il s’agit probablement là d’une distinction propre aux indigitamenta augustiniennes, équivalent de la dichotomie qu’il opère entre Altor Rusor, qui aurait fait pendant à Rusina, afin, en parallèle, de railler le fait que les Romains ne se sont pas bornés à confier la garde des champs à un seul dieu, mais à plusieurs. Ses Indigitamenta détaillent davantage encore, puisqu'on y trouve le deus Jugatinus, la dea Collatina et la dea Vallonia qui exercent leur action sur les pentes des monts, sur les collines, sur les vallées.
Servius, au IVe siècle ap. J.-C., associe Tellus et Junon Pronuba (littéralement « pro-mariage », « favorable aux noces »). Il remarque qu'il n'est rien de plus fâcheux pour un mariage que la coïncidence d'un tremblement de terre ou d'un grand trouble dans le ciel, ce qui reste vrai de nos jours. Ainsi s'expliquent les sacrifices que les jeunes mariés lui offrent le jour de leur union[réf. nécessaire]. Dans le même texte, Servius nous apprend que Tellus est invoquée pour la célébration des mariages. Elle a sa place dans les auspices qui les précèdent : l'épousée lui offre un sacrifice avant de se rendre à la demeure de son époux ou quand elle y est arrivée. Ce sont là des croyances que Rome n'a pas dû emprunter à la Grèce. L'on peut en dire autant de la coutume dont parle Macrobe d'invoquer Tellus Mater en même temps que Jupiter, lorsqu'on prête serment : en nommant la Terre on touchait le sol avec les mains ; en attestant Jupiter on les levait vers le ciel.

## Culte
Chez les auteurs romains[réf. nécessaire], elle est invoquée de concert avec la Nuit, avec Hécate, avec Luna, dans des scènes d'incantations et de fouilles intéressées. Tellus, dit Ovide, pourvoit les sorciers d'herbes qui ont des vertus surnaturelles ; elle figure à ce titre dans le tableau que le poète trace des pratiques de l'enchanteresse Médée à côté des sombres puissances, parmi les éléments déchaînés. Nous possédons deux fragments en vers iambiques que les manuscrits attribuent à Antonius Musa, le médecin célèbre de l'empereur Auguste, mais qui ne sentent guère ni la langue ni le goût de cette époque ; même datés de deux siècles plus tard, ces morceaux sont les témoignages curieux d'un culte superstitieux de la Tellus antique. Le premier est une prière, adressée à la Mère de toutes choses, à l'arbitre souveraine du monde, refuge des morts et régulatrice du renouvellement des existences. Il est aussi une prière, où les redites tournent à la litanie et qui implore pour le médecin la science de choisir, parmi les herbes les plus efficaces pour le malade, les dispositions favorables à en profiter. L'autre fragment est une invocation aux herbes elles-mêmes que la Terre a enfantées afin de les donner à tous, elle, la Mère qui a fait naître et qui conserve : « quae nos jussit nascier ».
La poésie philosophique de Lucrèce, sans doute sous l'influence de ses modèles grecs et plus particulièrement d'Empédocle, a tiré un parti assez heureux de la personnification théogonique de Tellus. C'est elle qui possède en sa substance, à l'origine, toute la vertu des atomes. Rhéa Cybèle, la Grande Mère des Dieux, mère en même temps de l'humanité et de tous les êtres vivants ou organisés, n'est autre que Tellus, comme l'une et l'autre sont, le cas échéant, supplantées par Cérès. Ces figures mythologiques sont ramenées par le poète incroyant à la notion abstraite du principe universel : « a terra quoniam sunt cuncta creata ». Mais en conservant le langage de la poésie religieuse, Lucrèce reste en communication intime avec l'opinion populaire, sans sacrifier à l'illusion des personnifications mythiques. Cette Tellus Mater ou Genetrix a reçu la consécration de l'opinion par les inscriptions, moins nombreuses toutefois qu'on pourrait s'y attendre.
À Rome, un temple est érigé en son honneur. Il fut voué en 268 av. J.-C. par le consul P. Sempronius, au cours d'une campagne contre les Picentins, à la suite d'un tremblement de terre survenu pendant une bataille. Ce temple fut bâti dans le quartier des Carènes, sur l'emplacement de la maison de Sp. Cassius. Il parait[réf. nécessaire] avoir été bâti en forme de rotonde.
En dehors de Rome, on ne cite aujourd'hui qu'un sanctuaire voué à Tellus par un affranchi de T. Sextius dans sa villa de Formies : ce Sextius est probablement le lieutenant de César dans la guerre des Gaules. Une inscription mentionne la restauration d'un de ces temples à Rome par Septime Sévère. Une aedicula défendue par une grille, avec la statuette de la déesse, a été exhumée près de la basilique Saint-Laurent-hors-les-Murs avec l'inscription TERRAE MATRI SACRUM ; le dédicant la nomme dea pia et conservatrix mea. Quant à la statuette, elle représente une femme assise sur un trône, tenant d'une main le sceptre, de l'autre la patère : sa tête est couverte d'un voile et couronnée d'épis, comme certaines représentations de Dea Dia. Dans les provinces, seule la Dacie nous offre des inscriptions assez nombreuses en son honneur. Ailleurs, on la trouve vénérée en compagnie de Saturne, Jupiter, Mercure, Vénus et Hercule ; on ne sait ce que fut une Tellus Gilva Augusta, objet des hommages d'un adorateur africain. Un passage de Tacite nous montre comment les soldats romains identifiaient certaines divinités étrangères avec la Terra Mater de leur patrie. Les Germains qui habitaient sur les bords de l'Elbe et de l'Oder vénéraient une déesse du nom de Nerthus, « c'est-à-dire la Terre Mère ; ils la font intervenir dans les affaires humaines ». Grégoire de Tours en assimile une semblable à Rhéa Cybèle ; et dans la Vie des saints, on cite en plein Moyen Âge, pour la Gaule, l'exhibition de figures divines vêtues de voiles blancs, que les paysans promènent à travers les champs et qui sont très probablement des idoles ou de Tellus Mater ou de Cybèle.

## Représentations

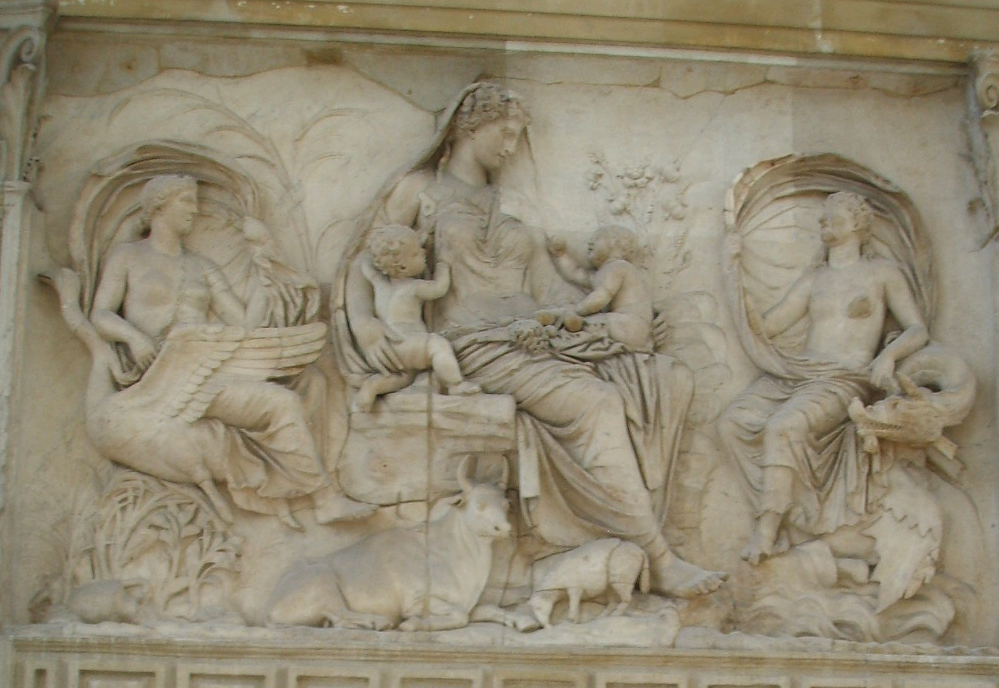
Bas relief de l’Ara Pacis représentant Tellus Mater (face Est). La déesse est assise, voilée et couronnée de fleurs et de fruits, et ayant dans son giron, une grappe de raisins et des grenades. Elle est entourée d'un bœuf et d'un mouton, et de deux amours, dont un attire son regard en lui présentant une pomme. Sur les côtés, deux jeunes femmes, les Aurae velificantes, une montée sur un dragon marin, l’autre sur un cygne, symbolisent respectivement les vents propices de mer et de terre.

Tellus Mater est souvent représentée sous la forme d'une femme, jeune, d'aspect imposant, assise sur un trône, voilée et drapée, le haut du buste découvert. Dans la main droite, elle tient une patère ; la gauche tendue s'ouvre dans un geste de libéralité. Elle est entourée d'animaux domestiques : à droite un bœuf et une brebis, à gauche un porc.
D'autres représentations nous la montre s'acquittant de sa fonction de mère ou de nourrice : tel est le cas des figures qui portent sur les genoux un enfant ou lui donnent le sein, ou celles qui, assises sur un trône, tiennent un enfant dans chacun de leurs bras, entourées d'animaux domestiques, de fruits et d'autres attributs.
Il faut attendre le IIe siècle pour trouver Tellus sur les monnaies romaines. Les plus remarquables sont celles des règnes d'Hadrien, d'Antonin le Pieux et de Commode. Elle y est représentée sous les traits d'une femme couchée, qui tient d'une main un globe, parfois avec des pampres et des épis, et qui s'accoude sur une corbeille ou sur une corne d'abondance. Quelques-unes portent l'exergue : TELLUS STABIL(is) ou STABILI(ta), allusion soit à des tremblements de terre, soit, sous le règne d'Hadrien, au desséchement du lac Fucin. Une médaille frappée en l'honneur d'Antonin le Pieux la représente nue, suivant des yeux un aigle qui enlève l'empereur dans le ciel. Sur des monnaies à l'effigie de Commode, elle est représentée assise, la main posée sur un globe étoilé et entourée des quatre jeunes filles symbolisant les saisons.

## Fêtes
Principalement agraires : Fordicidia et Sementivae (voir les Fêtes religieuses romaines)

## Hommage
Tellus est l'une des 1 038 femmes dont le nom figure sur le socle de l'œuvre contemporaine The Dinner Party de Judy Chicago. Elle y est associée à la Déesse de la fertilité, deuxième convive de l'aile I de la table.

## Sources
- « Tellus », dans Charles Victor Daremberg et Edmond Saglio (dir.), Dictionnaire des Antiquités grecques et romaines, 1877-1919 [détail de l’édition] (lire en ligne) (« quelques transcriptions d'articles », sur mediterranees.net).